# MS MR
MS MR（ミズ ミスター）とはニューヨーク出身のボーカリストのリジー・プラピンガー（Lizzy Plapinger）とプロデューサーであるマックス・ハーシュナウ（Max Hershenow）のアメリカ人音楽デュオである。プラピンガーは、ニューヨーク/ロンドンを拠点とするIndependentレコードレーベルNeon Gold Recordsの共同創設者としても知られている。 彼らの音楽は、インディーポップ、オルタナティブロック、ドリームポップ、そしてダークウェーブとして定義されている。
二人はアイムサウンド・フランスレコードレーベル「キツネ」・コロンビアレコードとレーベル契約している。

## 概要
二人はヴァッサー大学を2010年に卒業したあと、2011年に初めてのデモEPであるGhost City USA を発表。2012年4月に"Hurricane"、7月に"fantasy"を発表した。デビューシングルであるHurricaneは2012年４月にYoutubeにMVを発表、５月にはiTunesでの配信をしている。ドイツではチャート38位に登るなどヨーロッパでも大きな反響を呼んでいる。
その後上記のHurricaneを含んだ４曲入りのEP Candy Bar Creep Showを発表。
2013年には今までの楽曲をまとめた最初のアルバムSecondhand Raptureを発表。
2015年は、2枚目のアルバムHow Does It Feelを発表し、2016年のツアー終了後、バンドの活動休止を公表。
活動休止後、2017年にフロントマンであるリジー・プラピンガーのソロプロジェクトLPXの始動がアナウンスされた。

## ディスコグラフィー

### スタジオアルバム
- Secondhand Rapture (2013)
- How Does It Feel (2015)